# Gustavo Cuesta
Gustavo Cuesta Rosario, né le 14 novembre 1988 à San Pedro de Macorís, est un athlète dominicain, spécialiste du 400 mètres.

## Biographie
Son record est de 45 s 45 réalisé à Medellin, le 25 mai 2013.
À Nassau, le 2 mai 2015, lors des relais mondiaux, il bat le record national du relais 4 x 100 m, en 38 s 94 avec ses coéquipiers Youndry Andújar, Stanly del Carmen et Yancarlos Martínez.

## Palmarès
| Date | Compétition                                      | Lieu         | Résultat | Épreuve   | Temps         |
| ---- | ------------------------------------------------ | ------------ | -------- | --------- | ------------- |
| 2008 | Championnats ibéro-américains                    | Iquique      | 3e       | 4 × 400 m | 3 min 08 s 70 |
| 2008 | Championnats d'Amérique centrale et des Caraïbes | Cali         | 7e       | 4 × 400 m | 3 min 08 s 08 |
| 2009 | Championnats d'Amérique centrale et des Caraïbes | La Havane    | 4e       | 4 × 100 m | 39 s 52       |
| 2010 | Championnats ibéro-américains                    | San Fernando | 5e       | 200 m     | 21 s 46       |
| 2010 | Championnats ibéro-américains                    | San Fernando | 5e       | 4 × 100 m | 40 s 15       |
| 2010 | Championnats ibéro-américains                    | San Fernando | 4e       | 4 × 400 m | 3 min 05 s 99 |
| 2010 | Jeux d'Amérique centrale et des Caraïbes         | Mayagüez     | 4e       | 4 × 400 m | 3 min 04 s 68 |
| 2011 | Jeux panaméricains                               | Guadalajara  | 2e       | 4 × 400 m | 3 min 00 s 44 |
| 2012 | Championnats ibéro-américains                    | Barquisimeto | 3e       | 4 × 400 m | 3 min 03 s 02 |
| 2013 | Championnats d'Amérique centrale et des Caraïbes | Morelia      | 3e       | 400 m     | 46 s 20       |
| 2013 | Championnats d'Amérique centrale et des Caraïbes | Morelia      | 3e       | 4 × 400 m | 3 min 02 s 82 |
| 2015 | Universiade                                      | Gwangju      | 1er      | 4 x 400 m | 3 min 05 s 05 |
| 2015 | Championnats NACAC                               | San José     | 5e       | 400 m     | 45 s 99       |
| 2015 | Championnats NACAC                               | San José     | 4e       | 4 x 400 m | 3 min 01 s 73 |

## Records
| Épreuve    | Performance | Lieu     | Date          |
| ---------- | ----------- | -------- | ------------- |
| 200 mètres | 20 s 85     | Ponce    | 20 avril 2013 |
| 400 mètres | 45 s 45     | Medellin | 25 mai 2013   |